# Lido du Jaï

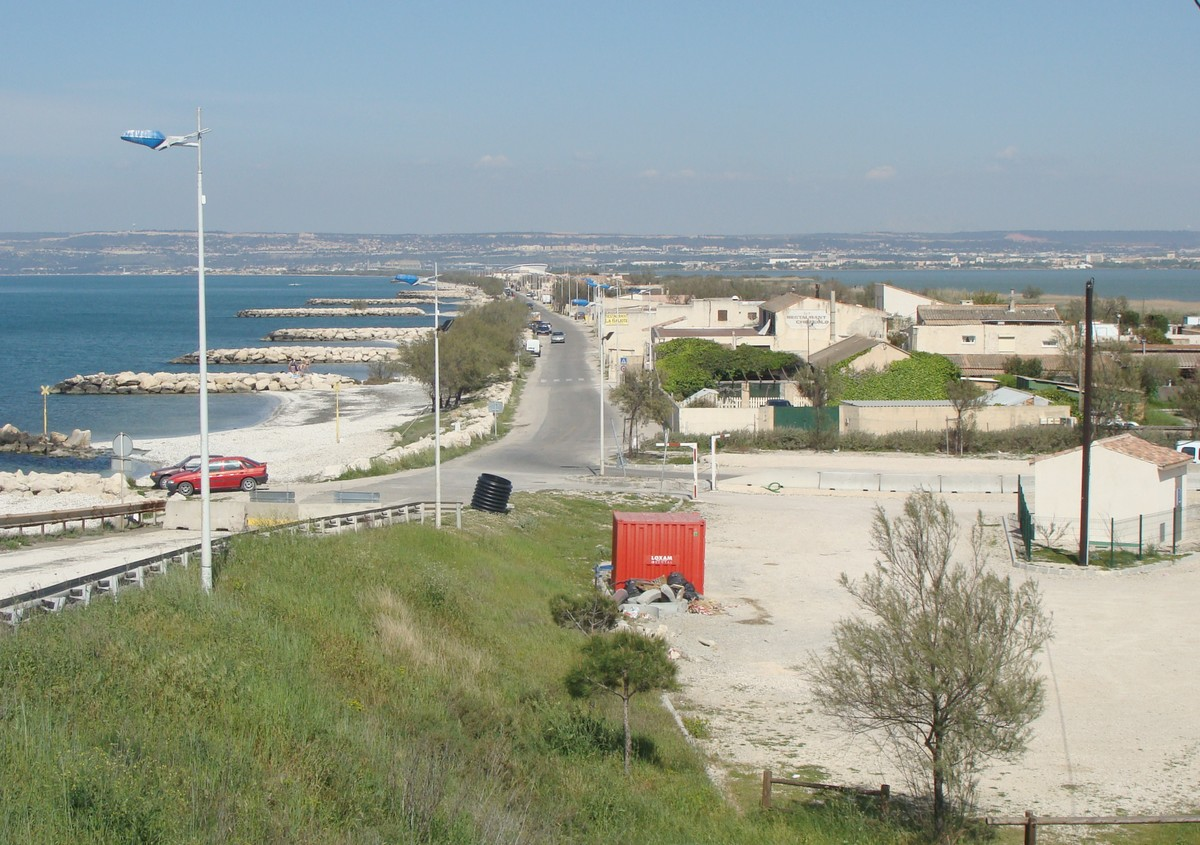
Le Jaï à son extrémité ouest

Le lido du Jaï est un cordon dunaire situé entre l'étang de Bolmon et l'étang de Berre, dans le département des Bouches-du-Rhône (région Provence-Alpes-Côte d'Azur), dans les communes de Marignane et de Châteauneuf-les-Martigues. C'est un habitat naturel sensible, propriété du Conservatoire du littoral.